# Джонни Рэб

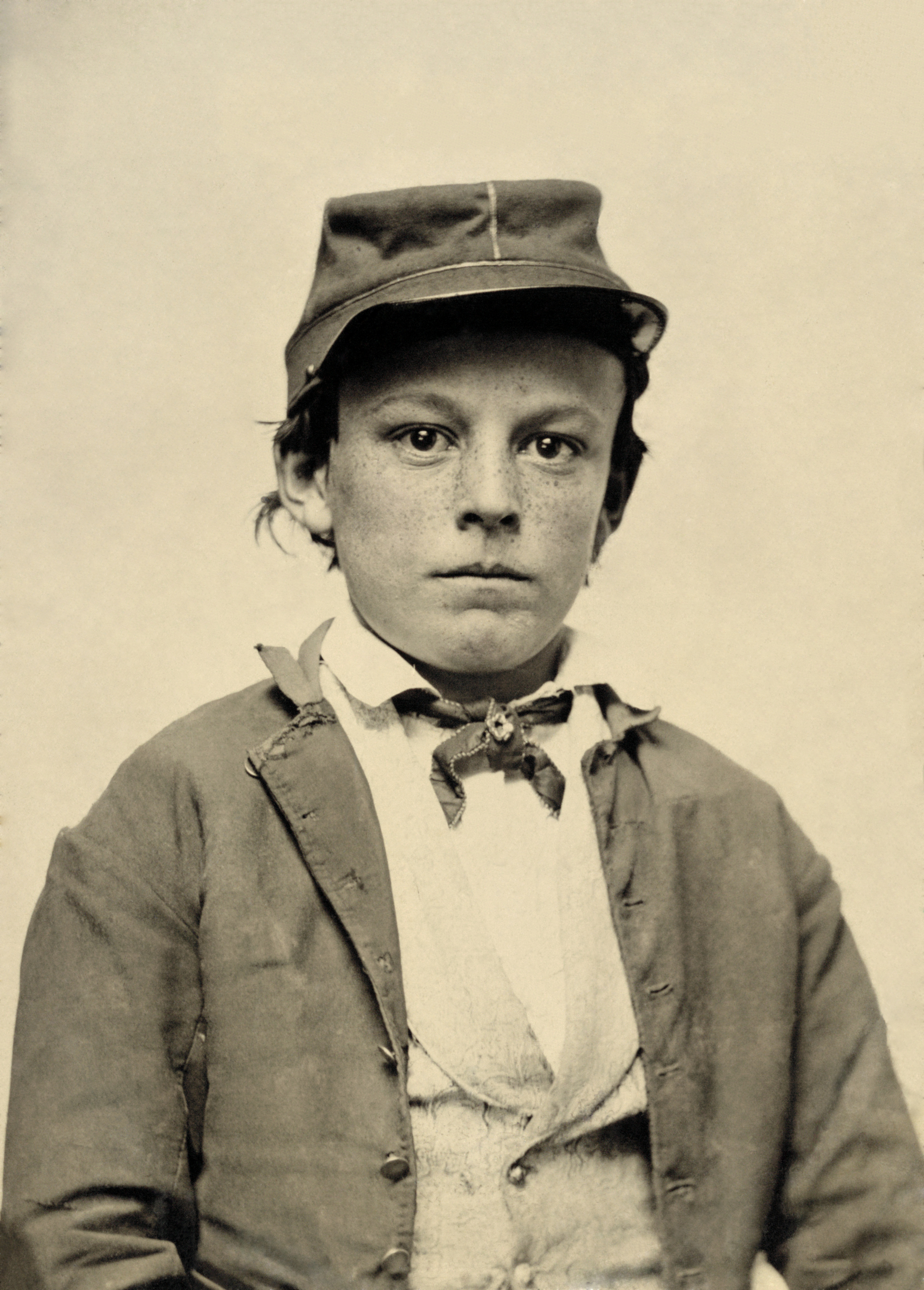
Джонни Рэб

Джонни Рэб (англ. Johnny Reb) или Джонни Ребел (англ. Johnny Rebel) — персонифицированный символ южных штатов США, или, в меньшей степени, Конфедерации во время Гражданской войны в США. Патриоты использовали образы Джонни Рэба и его противника — солдата армии северян Билли Янка, чтобы символизировать обычных солдат в американской гражданской войне 1860-х годов.
Джонни Рэб обычно изображался в серой шерстяной форме с типичной фуражкой-кепи, сделанной из шерстяной суконной ткани с округлым плоским верхом, хлопчатобумажной подкладкой и кожаным козырьком. Часто изображался с оружием в руках и флагом Конфедерации.

## В массовой культуре
В изданиях издательства DC Comics «Дух Америки», сюжеты которых развёртывались во время Гражданской войны, популярный персонаж Билли Янк разделился на две части — собственно Билли Янка (солдата армии северян) и Джонни Рэба, солдата армии южан. После Гражданской войны эти две «половины» вновь воссоединились в облике дяди Сэма, ставшего персонификацией США в целом.
Образ Джонни Рэба остаётся достаточно популярным в массовой культуре США. Например, песня «Джонни Рэб» была написана в 1959 году американским поэтом и певцом Мерле Килгором и популяризована исполнителем Джонни Хортоном. Военным приключениям Билли Янка и Джонни Рэба были посвящены специальные выпуски воскресных комиксов художника Фрэнка Джакойи — «Джонни Рэб и Билли Янк», выходившие в 1956—1959 годах.